# Newsteadia montana
Newsteadia montana är en insektsart som beskrevs av Mamet 1947. Newsteadia montana ingår i släktet Newsteadia och familjen vaxsköldlöss.
Artens utbredningsområde är Mauritius. Inga underarter finns listade i Catalogue of Life.